# Honda RA273
Chronologie des modèles (1966 - 1967)
Honda RA272 Honda RA300
La Honda RA273 est une monoplace de Formule 1 construite par Honda afin de courir une partie des championnats du monde de Formule 1 en 1966 et 1967. Ses pilotes sont les Américains Ronnie Bucknum et Richie Ginther pour 1966 et le Britannique John Surtees pour 1967.

## Historique

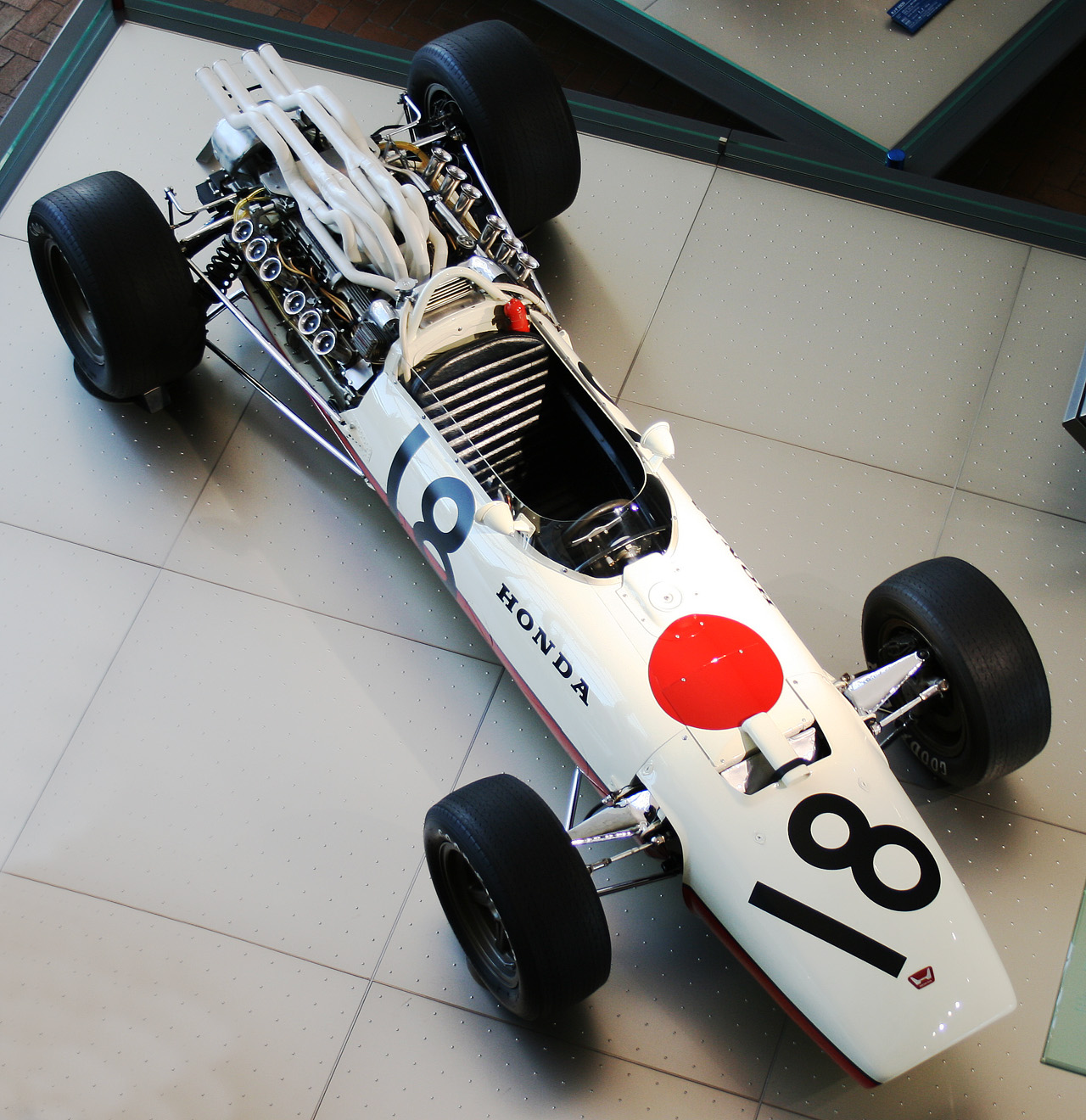
La Honda RA273 au Honda Collection Hall.

La RA273 est la descendante directe de la Honda RA272 qui a permis au constructeur japonais de remporter sa première victoire lors du dernier Grand Prix de la saison 1965, au Mexique grâce à Richie Ginther.
La RA273 est engagée à partir du Grand Prix automobile d'Italie 1966, septième course de la saison, avec pour seul pilote Richie Ginther qui se qualifie septième mais est victime d'un accident au seizième tour.
Honda est présente au Grand Prix suivant, aux États-Unis avec cette fois-ci Ginther mais aussi Ronnie Bucknum en tant que pilotes. Le premier se qualifie huitième et le suivant se qualifie dix-huitième et avant-dernier, Peter Arundell n'ayant pas réalisé de temps. Les deux voitures abandonneront pour problèmes techniques, Ginther s'arrêtant au quatre-vingt-et-unième tour et Bucknum au cinquante-huitième à cause de sa transmission.
De retour au Mexique, où Honda remporta sa première victoire l'année précédente, Ginther se qualifie à la troisième place tandis que Bucknum est quatorzième. Ginther se maintient à la quatrième place après avoir mené le premier tour. Il réalise le premier meilleur tour en course de Honda ; Bucknum termine huitième.
Pour la saison 1967, Honda s'engage dès le Grand Prix d'Afrique du Sud avec John Surtees, le seul pilote engagée pour cette saison. Il réalise de bons débuts en se qualifiant sixième et en terminant troisième de la course.

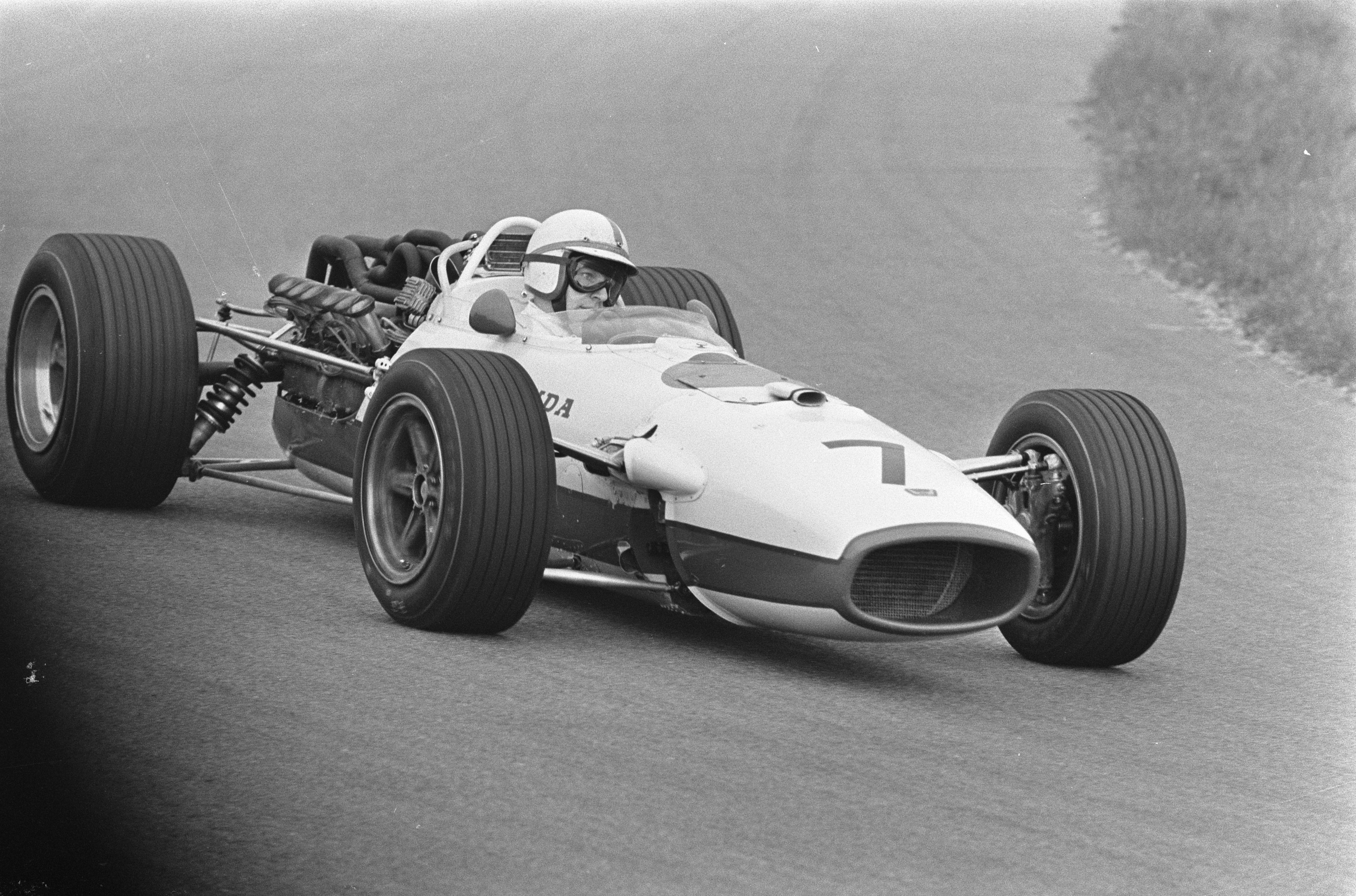
John Surtees au Grand Prix automobile des Pays-Bas 1967.

À Monaco, il se qualifie troisième, à 8 dixièmes de seconde de la pole position réalisée par Jack Brabham ; une casse moteur le conduit à abandonner. Il est victime de deux nouveaux abandons sur problème technique aux Grands Prix suivants aux Pays-Bas et en Belgique malgré une sixième et une dixième place en qualification,.
L'équipe, bien qu'engagée au Grand Prix de France n'y participe pas. Elle est de retour en Grande-Bretagne où Surtees est septième en qualification et sixième en course.
Le dernier Grand Prix de la RA273 est celui d'Allemagne où  Surtees se qualifie sixième et termine quatrième de la course.
La remplaçante de la RA273, la Honda RA300, est engagée deux courses plus tard, en Italie où Surtees remporte le Grand Prix.